# Salon des Variétés
De Salon des Variétés is de naam van twee commerciële schouwburgen in Amsterdam in de negentiende eeuw. De Salon des Variétés aan de Nes (1839-1868), opgericht door Joseph Duport, en de Salon des Variétés aan de Amstelstraat (1844-1895), opgericht door Nathan Judels en Pierre Boas. Allebei de theaters hadden dezelfde naam omdat ze volgens eenzelfde voor Amsterdam nieuw commercieel concept werkten. Er waren geen rangen zoals in andere schouwburgen, iedereen betaalde dezelfde entreeprijs, 75 cent 'in vertering', d.w.z. inclusief consumptie. In de zaal mocht gedronken en gerookt worden. Het theaterprogramma bestond aanvankelijk uit vaudevilles, Franse blijspelen met zang, naar het Nederlands vertaald.

## Amstelstraat

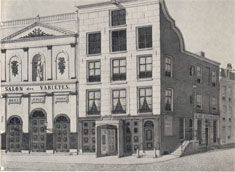
Salon des Variétés in de Amstelstraat (aquarel door J.M.A. Rieke, ca. 1891)

De in 1839 opgerichte Salon des Variétés was vanaf 1843 onder de naam Grand Salon des Variétés, gevestigd in het door Nathan Judels en Pierre Boas gebouwde pand op de hoek van Amstelstraat en de Paardenstraat. Het was het eerste variététheater van Amsterdam. Jean Eugène Duport volgde zijn overleden vader Joseph op als theaterdirecteur. In de periode van 1873 tot 1879 was Louis Bouwmeester directeur van het theater. Hij kreeg daar in 1861/62 zijn eerste rollen. In mei 1873 maakte zijn zuster, Theo Mann-Bouwmeester, hier haar debuut in het historische drama Margot de bloemenverkoopster.
Enkele jaren later werd de Salon in 1878 overgenomen door het gezelschap van vader en zoon Gustave Prot. Na één seizoen besloten zij verder te gaan in Frascati  in de Amsterdamse Nes. In 1880 was er wederom een overname van Salon des Variétés. George de Groot nam ditmaal de leiding op zich. Na het vertrek van de Nederlandse Toneelvereniging uit het theater, in 1895, werd het pand verkocht aan de eigenaar van brouwerij t Haantje. Hij verbouwde dit theater, het koffiehuis en naastgelegen hotel De Leeuw tot De Nieuwe Karseboom.